# Cirsium lobelii
Cirsium lobelii là một loài thực vật có hoa trong họ Cúc. Loài này được Ten. mô tả khoa học đầu tiên.